# Мартисово
Мартисово (рос. Мартисово) — присілок в Торопецькому районі Тверської області Російської Федерації.
Населення становить 44 особи. Входить до складу муніципального утворення Понизовське сільське поселення.

## Історія
Від 2005 року входить до складу муніципального утворення Понизовське сільське поселення.

## Населення
| 2010 |
| ---- |
| 44   |